# Haggen
Haggen är en sjö i Smedjebackens kommun i Dalarna och ingår i Norrströms huvudavrinningsområde. Sjön är 29 meter djup, har en yta på 8,63 kvadratkilometer och är belägen 150,9 meter över havet. Sjön avvattnas av vattendraget Haggeån (Snöån).

## Delavrinningsområde
Haggen ingår i det delavrinningsområde (666384-146852) som SMHI kallar för Utloppet av Haggen. Medelhöjden är 193 meter över havet och ytan är 47,47 kvadratkilometer. Räknas de 12 avrinningsområdena uppströms in blir den ackumulerade arean 206,4 kvadratkilometer. Haggeån (Snöån) som avvattnar avrinningsområdet har biflödesordning 4, vilket innebär att vattnet flödar genom totalt 4 vattendrag innan det når havet efter 250 kilometer. Avrinningsområdet består mestadels av skog (57 procent). Avrinningsområdet har 8,6 kvadratkilometer vattenytor vilket ger det en sjöprocent på 18,1 procent. Bebyggelsen i området täcker en yta av 1,76 kvadratkilometer eller 4 procent av avrinningsområdet.

## Fornminnen på öarna
På flera av öarna i Haggen finns fornminnen. På Vinarholmen finns två rösen från bronsåldern och en stensättning från bronsålder/järnålder. På Snöåön hittades en trindyxa på 70-talet.